# Sedmimílové boty

Paleček krade sedmimílové boty obrovi

Sedmimílové boty jsou bájné pohádkové střevíce či vysoké boty umožňující majiteli cestovat na velké vzdálenosti, „co krok to sedm mil“.
Byly použity v mnoha různých příbězích různých autorů, proto dnes nejsou pevně asociovány s konkrétní pohádkou. Původně se objevují v pohádce O Palečkovi ze sbírky Pohádky matky husy Charlesa Perraulta. Dále se vyskytují například v díle Adelberta von Chamisso (Podivuhodný příběh Petra Schlemihla) nebo Johanna Wolfganga von Goetha (Faust).
Původní francouzský název bottes de sept lieues není odvozen od některé historické míle, tedy lat. mille passus, „tisíc kroků“, ale od původně galské jednotky zvané latinsky leuca či leuga označující vzdálenost hodinového pochodu, obvykle asi 4–5 km. Tedy pohádkový krok měl asi 28 až 35 km. Stejná jednotka, fr. lieue, je i v názvu známého románu Dvacet tisíc mil pod mořem.